# Xavi Rabaseda
Xavier "Xavi" Rabaseda Bertrán, né le 24 février 1989, à Ripoll, Gérone, est un joueur espagnol de basket-ball. Il évolue aux postes d'arrière et d'ailier. 

## Biographie

### Carrière professionnelle
Après avoir été formé dans les équipes de jeunes du FC Barcelone en 2007, Rabaseda a rejoint CB Cornellà, une équipe affiliée à Barcelone, pour jouer dans la ligue LEB Plata.
Deux ans plus tard, et après sa promotion au LEB Oro en 2009, il quitte Cornellà pour rejoindre l'effectif du FC Barcelona Bàsquet. Bien qu'il n'ait joué que quelques minutes en trois matches, il fait partie de l'équipe de Barcelone qui a remporté l'Euroligue 2009-2010 lors de la finale de l'Euroligue organisée à Paris.
En 2010, encore sous contrat avec Barcelone, Rabaseda rejoint Baloncesto Fuenlabrada sous forme de prêt. Bien qu’il ait signé pendant deux ans avec l’équipe de la Communauté de Madrid, ses bonnes performances (9 points et 3 rebonds par match) lui permettent de revenir au FC Barcelona Bàsquet pour la saison 2011-2012.
Le 28 août 2013, il signe au Movistar Estudiantes.
Le 22 juillet 2015, il signe un contrat de deux ans avec l'Herbalife Gran Canaria. Le 22 juillet 2017, il prolonge son contrat avec Gran Canaria. Le 15 juin 2018, il prolonge de nouveau son contrat avec le club espagnol.
En juillet 2020, Rabaseda rejoint le San Pablo Burgos en première division espagnole.

### Sélection nationale
Rabaseda joue avec l'équipe nationale espagnole des moins de 20 ans lors du Championnat d'Europe U20 2009, où il remporte la médaille de bronze. Il est nommé dans le meilleur cinq majeur du tournoi.
Entre le 31 août et le 16 septembre 2019, il participe à la Coupe du monde 2019. Son équipe remporte le titre de champion du monde en s'imposant contre l'Argentine.

## Palmarès

### Sélection nationale
- Médaillé d'or à la Coupe du monde 2019

### En club
- Vainqueur de l'EuroLigue : 2010
- Champion d'Espagne : 2012
- 2× Vainqueur de la coupe d'Espagne : 2010, 2013
- 3× Vainqueur de la supercoupe d'Espagne : 2009, 2011, 2016
- Ligue des champions en 2020 et 2021